# LIFE (ブラックビスケッツのアルバム)
『LIFE』（ライフ）は、日本の音楽グループブラックビスケッツの1枚目のアルバムである。1999年5月26日発売。発売元はBMG JAPAN（現・ソニー・ミュージックレーベルズ）。

## 概要
”待望のファーストアルバム”の触れ込みだったが、結果的にアルバムリリースは本作のみとなった。初回封入特典として、メンバーの生写真が付いていた。
推定売上枚数は32.4万枚（オリコン調べ）。
台湾では、「生機」というタイトルで発売。3曲目のビビアンソロ曲「Romantic」が「浪漫 ～Romantic～」として、母国語バージョンで収録されている。また、ボーナス・トラック及びシークレット・トラックは収録されていない。

## 収録曲
1. Timing ～タイミング～(4:04)
作詞: 森浩美 & ブラックビスケッツ/作曲: 中西圭三 & 小西貴雄/編曲: 小西貴雄
2ndシングル
『ウリナリ!!』発のユニットとして最大、そして自身最大のヒット曲。
2. Bye-Bye ～バイバイ～ <ALBUM VERSION>(4:14)
作詞: 森浩美 & ブラックビスケッツ/作曲: 川上明彦/編曲: 大坪直樹
4thシングル
3. Romantic(4:32)
作詞: 森浩美/原案: ビビアン/作曲: 羽田一郎/編曲: 百石元
ビビアンソロ
4. Keep(4:39)
作詞: 森浩美/原案: 南々見狂也/作曲・編曲: 大坪直樹
南々見ソロ
5. Relax ～リラックス～(3:45)
作詞: 森浩美 & ブラックビスケッツ/作曲・編曲: 小森田実
3rdシングル
リードボーカルは南々見と天山。
6. STAMINA ～スタミナ～(4:12)
作詞: ビビアン・スー & ブラックビスケッツ & 森浩美/作曲: 林田健司/編曲: 大坪直樹
1stシングル
表記はないがアルバム・バージョン。
7. Choice(4:38)
作詞: 森浩美/原案: 天山ひろゆき/作曲: 野口健一/編曲: 大坪直樹
天山ソロ
8. 鬪志 〜STAMINA〜 <REMIX>(5:01)
中国訳詞: 黄大軍（中国語版） & 辰博/Remixing: 佐藤雅彦
9. 時機 〜Timing〜 <REMIX>(4:46)
中国訳詞: ビビアン & A TEAM/Remixing: 佐藤雅彦
10. 輕鬆 〜Relax〜 <REMIX>(4:21)
中国訳詞: ビビアン & 黄大軍 & 謝銘祐（英語版、中国語版）/Remixing: 佐藤雅彦
11. 再見 〜Bye-Bye〜 <REMIX>(4:30)
中国訳詞: 黄大軍 & 謝銘祐/Remixing: 佐藤雅彦
12. The Three of Hearts 〜B.B. non-stop Remix〜(10:28)
Re-mixing: HIROSHI WATANABE
ボーナストラック
13. Relax <VIVIAN Vocal Version>(4:16)
シークレットトラック
3rdシングル「Relax」のリードボーカルをビビアンが務めたバージョン。シークレットトラックのため冒頭30秒は無音である。

## 収録曲（台湾盤）
1. Timing ～タイミング～
2. Bye-Bye ～バイバイ～ <ALBUM VERSION>
3. 浪漫 ～Romantic～
作詞: 森浩美/原案: 徐若瑄/改編中文詞: 黄大軍 & 謝銘祐/作曲: 羽田一郎/編曲: 百石元
ビビアンソロ曲の母国語バージョン
4. Keep ～持續～
5. Relax ～リラックス～
6. STAMINA ～スタミナ～
7. Choice ～選擇～
8. 鬪志 〜STAMINA〜 <REMIX>
9. 時機 〜Timing〜 <REMIX>
10. 輕鬆 〜Relax〜 <REMIX>
11. 再見 〜Bye-Bye〜 <REMIX>